# Nguyễn Văn Phiệt
Nguyễn Văn Phiệt (sinh năm 1938) là một sĩ quan cấp cao trong Quân đội nhân dân Việt Nam, hàm Trung tướng, nguyên Phó Tư lệnh Chính trị kiêm Bí thư Đảng ủy Quân chủng Phòng không-Không quân, Phó Tư lệnh Chính trị kiêm Bí thư Đảng ủy Quân chủng Phòng không.

## Thân thế và sự nghiệp
Ông quê tại thôn Vệ Dương, xã Chiến Thắng (Tân Phúc), huyện Ân Thi, tỉnh Hưng Yên.
Ông nhập ngũ tháng 2 năm 1960, được kết nạp vào Đảng CSVN tháng 12 năm 1963 (chính thức tháng 9 năm 1964). 
Năm 1956, ông được bầu làm ủy viên Ban chấp hành đoàn xã Chiến Thắng, huyện Ân Thi, tỉnh Hưng Yên tham gia dạy bình dân học vụ. 
Tháng 2 năm 1960, ông nhập ngũ, là chiến sĩ ra-đa 8, rồi tiểu đội trưởng ra-đa thuộc Đại đội 12, Trung đoàn ra-đa 290, Bộ Tư lệnh Phòng không.
Tháng 12 năm 1962, thợ sửa chữa ra-đa, lần lượt công tác tại các Trung đoàn ra-đa: 290, 291 Bộ Tư lệnh Phòng không Quân chủng Phòng không Không quân.
Tháng 11 năm 1965, học chuyển loại Binh chủng Tên lửa Phòng không tại Liên Xô. Sĩ quan điều khiển Tiểu đoàn 93 Trung đoàn tên lửa 278 Quân chủng Phòng không Không quân. Trong suốt 9 tháng, ông học tập và tham gia huấn luyện 14 tiếng mỗi ngày, 7 ngày trong tuần.
Chiến công đầu tiên của ông và đơn vị mình diễn ra vào ngày 22/10/1966. Hơn 20 máy bay Mỹ khi đó đang trên đường từ Thái Lan hướng về phía Hà Nội. Khi máy bay còn cách trận địa tên lửa khoảng 60 km, ông cho bật radar theo dõi mục tiêu trên màn hình. Sau khi được lệnh từ cấp trên, ông khai hỏa tên lửa SA-2 và bắn trúng một chiếc F-105 Thunderchief.
Tháng 10 năm 1967, ông là trưởng xe YA kiêm sĩ quan điều khiển Tiểu đoàn 93 Trung đoàn tên lửa 278 Bộ Tư lệnh Binh chủng Tên lửa (Sư đoàn 369) Quân chủng Phòng không Không quân.
Tháng 2 năm 1969, đại đội trưởng Đại đội 1 Tiểu đoàn 93 Trung đoàn Tên lửa 261 Sư đoàn Phòng không 365 Quân chủng Phòng không-Không quân.
Tháng 8 năm 1971, tiểu đoàn phó Tiểu đoàn 93 Trung đoàn Tên lửa 261 Sư đoàn Phòng không 361 Quân chủng Phòng không-Không quân.
Tháng 7  năm 1972, ông là tiểu đoàn phó rồi tiểu đoàn trưởng Tiểu đoàn 57 Trung đoàn Tên lửa 261 Sư đoàn Phòng không 361 Quân chủng Phòng không-Không quân.
Trong trận Điện Biên Phủ trên không, đêm 20 rạng ngày 21 tháng 12 năm 1972, ông chỉ huy Tiểu đoàn bắn hạ 2 máy bay B52. 
Tháng 1 năm 1973, ông được điều sang làm tiểu đoàn trưởng Tiểu đoàn 52 Trung đoàn Tên lửa 267 Sư đoàn Phòng không 365 Quân chủng Phòng không-Không quân.
Tháng 5 năm 1973, tham mưu trưởng, trung đoàn phó Trung đoàn Tên lửa 261 Sư đoàn Phòng không 361 Quân chủng Phòng không-Không quân.
Tháng 8 năm 1974, đi học bổ túc Trung cấp Chính trị.
Tháng 2 năm 1975, trung đoàn phó Trung đoàn Tên lửa 261 Sư đoàn Phòng không 361 Quân chủng Phòng không-Không quân.
Trong suốt thời gian chiến tranh, đơn vị do ông chỉ huy đã phóng 89 tên lửa SA-2 từ những trận địa quanh Hà Nội, trúng 21 mục tiêu, trong đó có 4 chiếc B-52, 1 chiếc F-4E Phantom và 1 máy bay cánh quạt AD-6 Skyraider. Đơn vị của ông đã bị tấn công 10 lần, lần nghiêm trọng nhất diễn ra vào ngày 4/9/1972, khi ông nhắm bắn 1 chiếc F-4 nhưng trượt. Máy bay Mỹ đáp trả bằng AGM-78 khiến 1 chiến sĩ trẻ trong đội hy sinh, bản thân ông bị thương và mất 1 tháng để hồi phục trong viện quân y.
Tháng 6 năm 1976, ông theo học tại Trường Văn hóa Quân đội
Tháng 9 năm 1978, trung đoàn trưởng Trung đoàn Tên lửa Phòng không 257 Sư đoàn Phòng không 363 Quân chủng Phòng không
Tháng 8 năm 1979, ông được cử giữ chức vụ Phó Tư lệnh kiêm Tham mưu trưởng Sư đoàn Phòng không 363 Quân chủng Phòng không.
Tháng 10 năm 1979, Phó Tư lệnh Sư đoàn Phòng không 369 Quân chủng Phòng không.
Tháng 9 năm 1980, đi học bổ túc tại Học viên Quân sự Cấp cao Bộ Quốc phòng.
Tháng 9 năm 1981, phó sư đoàn trưởng kiêm tham mưu trưởng Sư đoàn Phòng không 369 Quân chủng Phòng không.
Tháng 6 năm 1985, ông được bổ nhiệm giữ chức vụ sư đoàn trưởng Sư đoàn Phòng không 369 Quân chủng Phòng không.
Tháng 11 năm 1988, tiếp tục đi học bổ túc tại Học viện Chính trị Quân sự, thôi chức sư đoàn trưởng nhưng vẫn giữ chức vụ Đảng ủy viên Quân chủng.
Tháng 5 năm 1989, ông là Chủ nhiệm Chính trị Quân chủng Phòng không.
Tháng 1 năm 1992, phó tư lệnh về chính tri, bí thư Đảng ủy Quân chủng Phòng không.
Tháng 7 năm 1999, phó tư lệnh về Chính trị, Bí thư Đảng ủy Quân chủng Phòng không-Không quân.
Tháng 11 năm 2000, phó tư lệnh về chính trị Quân chủng Phòng không-Không quân.
Ngày 1 tháng 3 năm 2001, nghỉ hưu.

## Lịch sử thụ phong quân hàm
| Quân hàm |             |             |  |  |  |  |  |  |  |  |
| Cấp bậc  | Thiếu tướng | Trung tướng |  |  |  |  |  |  |  |  |
|          |             |             |  |  |  |  |  |  |  |  |

## Khen thưởng
Anh hùng Lực lượng Vũ trang Nhân dân (1973).
Huân chương Chiến công (hạng Nhất, Nhì).
Huân chương Kháng chiến chống Mỹ hạng Nhì.
Huân chương Chiến sĩ vẻ vang (hạng Nhất, Nhì, Ba).
Huy chương Quân kỳ quyết thắng.
Huy chương Vì sự nghiệp Giải phóng phụ nữ.
Huy chương Vì Sự nghiệp Khoa học và Công nghệ. 